# Marina (métro de Barcelone)
Marina est une station de la ligne 1 du métro de Barcelone. Elle est située en limite des districts Eixample et Sant Martí, à proximité du centre de la ville de Barcelone en Espagne.
Elle est mise en service en 1933.

## Situation sur le réseau
Établie en souterrain, Marina est une station de la Ligne 1 du métro de Barcelone, située entre la station Arc de Triomf, en direction de la station terminus Hospital de Bellvitge, et la station Glòries, en direction de la station terminus Fondo.

## Histoire
La station Marina est mise en service le 1er avril 1933. Elle doit son nom à la rue homonyme qui va de la Sagrada Família au port olympique.

## Services aux voyageurs

### Intermodalité
Elle est en correspondance avec une station de la ligne T4 du tramway Trambesòs.